# Teemu Pulkkinen (ur. 1995)
Teemu Pulkkinen (ur. 13 marca 1995 w Kirkkonummi) – fiński hokeista.
Jego brat Tommi (ur. 1998) także został hokeistą.

## Kariera
- Blues U16 (2010-2011)
- Blues U18 (2011-2013)
- Blues U20 (2013-2015)
- Sioux City Musketeers (2015-2016)
- Omaha Mavericks (2016-2020)
- Jukurit (2020-2022)
- Herning Blue Fox (2022)
- GKS Katowice (2022-2023)
- Fife Flyers (2023-2024)
- JKH GKS Jastrzębie (2024-)

Wychowanek klubu EPS. Karierę rozwijał w drużynach juniorskich klubu Espoo Blues. W 2015 został wybrany w drafcie do amerykańskiej ligi USHL przez klub Sioux City Musketeers. Po wyjeździe do USA w jego barwach grał w sezonie 2015/2016, a następnie przez cztery lata w drużynie University of Nebraska Omaha w lidze akademickiej NCAA. Po powrocie do ojczyzny w marcu 2020 został zawodnikiem Mikkelin Jukurit w rozgrywkach Liiga. Stamtąd na początku stycznia 2022 odszedł do Herning Blue Fox z superligi duńskiej. W sierpniu 2022 został zaangażowany do GKS Katowice w Polskiej Hokej Lidze. Od lipca 2023 zawodnik szkockiego. Od lipca 2024 w JKH.

## Sukcesy
Klubowe
- Złoty medal U16 SM-sarja: 2011 z Blues U16
- Srebrny medal U18 SM-sarja: 2012 z Blues U18
- Złoty medal U20 SM-liiga: 2014 z Blues U20
- Brązowy medal U20 SM-liiga: 2015 z Blues U20
- Superpuchar Polski: 2022 z GKS Katowice
- Złoty medal mistrzostw Polski: 2023 z GKS Katowice
- Finał Pucharu Polski: 2024 z JKH GKS Jastrzębie
- Brązowy medal mistrzostw Polski: 2025 z JKH GKS Jastrzębie

Indywidualne
- U18 SM-sarja (2012/2013):
  - Pierwsze miejsce w klasyfikacji strzelców w sezonie zasadniczym: 35 goli (nagroda im. Raimo Summanena)
  - Pierwsze miejsce w klasyfikacji kanadyjskiej w sezonie zasadniczym: 75 punktów (nagroda im. Mattiego Hagmana)
- U20 SM-liiga (2013/2014):
  - Pierwsze miejsce w klasyfikacji strzelców w fazie play-off: 9 goli (nagroda im. Raimo Summanena)
  - Najlepszy zawodnik w fazie play-off (nagroda im. Villego Peltonena)
- U20 SM-liiga (2014/2015):
  - Najlepszy zawodnik miesiąca - wrzesień 2014
  - Pierwszy skład gwiazd